# Apristurus macrorhynchus
Apristurus macrorhynchus är en hajart som först beskrevs av Tanaka 1909.  Apristurus macrorhynchus ingår i släktet Apristurus och familjen rödhajar. IUCN kategoriserar arten globalt som otillräckligt studerad. Inga underarter finns listade i Catalogue of Life.

## Bildgalleri

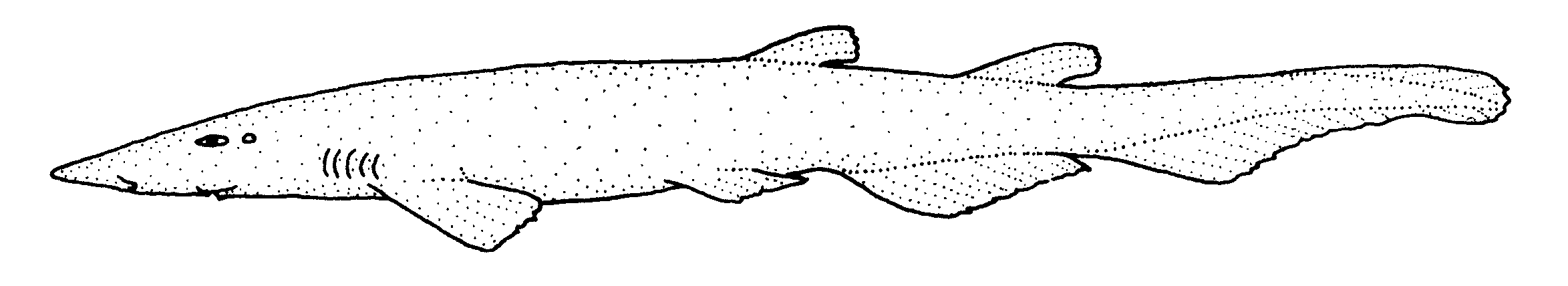
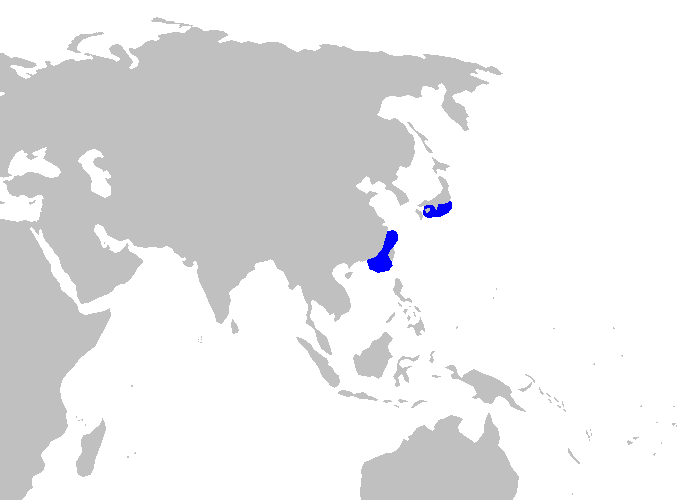